# Apistogramma caetei
Apistogramma caetei és una espècie de peix de la família dels cíclids i de l'ordre dels perciformes.

## Morfologia
Els mascles poden assolir els 3,6 cm de longitud total i les femelles 4.

## Distribució geogràfica
Es troba a Sud-amèrica: estat de Pará (Brasil).